# AfriMusic-2018
Конкурс песни «AfriMusic»-2018 (англ. AfriMusic Song Contest 2018) — дебютный выпуск панафриканского конкурса песни «AfriMusic», прошедший на цифровых платформах с 3 августа 2017 по 30 марта 2018 года. В нём приняли участие 82 песни в исполнении 45 артистов из 19 стран, в финальную часть (голосование продлилось с 15 по 29 марта 2018 года) вышли 19 песен в исполнении 19 артистов из 19 стран. Победительницей конкурса стала представительница Королевства Эсватини Symphony с песней «Sengikhona».

### Участвующие страны
Этап предварительной регистрации на участие в конкурсе «AfriMusic-2018» проходил с 3 августа по 3 октября 2017 года, и первой страной, которая подала заявку на участие в конкурсе, была Руанда. Приём заявок продлился с 1 ноября 2017 года по 5 января 2018 года.
42 страны изначально предварительно зарегистрировали свою заинтересованность в дебютном сезоне конкурса, всего поступило 292 заявки. Наибольшее количество регистраций было представлено из ЮАР (53), Габона (51) и Ганы (19). Две заявки были также получены от авторов из США, которые, согласно правилам, должны были найти африканских исполнителей для исполнения своих песен. Однако после периода официального приёма и проверки поданных заявок число участвующих стран сократилось до 19.
Страны, которые приняли участие в конкурсе «AfriMusic» 2018 (в скобках указано количество заявленных песен):
- Ботсвана (1)[12]
- Габон (7)[13]
- Гана (5)
- Гвинея (1)
- ДР Конго (6)
- Египет (3)
- Зимбабве (4)[14][15]
- Камерун (11)[16][17][18][19]
- Кот-д’Ивуар (3)[20]
- Мозамбик (2)
- Нигерия (6)
- Республика Конго (5)
- Свазиленд (2)[21]
- Танзания (3)
- ЦАР (2)
- Чад (2)
- Эфиопия (1)
- ЮАР (14)[22][23]
- Южный Судан (4)

Страны, которые предварительно зарегистрировались для участия, но в итоге не подали соответствующих правилам заявок:
- Алжир
- Ангола
- Бенин
- Бурунди
- Гвинея-Бисау
- Замбия
- Кения
- Лесото
- Либерия
- Ливия
- Мадагаскар[24][25]
- Малави
- Мали
- Марокко
- Намибия
- Руанда
- Сенегал
- Сомали
- Судан
- Сьерра-Леоне
- Того
- Тунис
- Уганда

Стадия национальных отборов была проведена с 24 января по 1 марта 2018 года с целью определить лучшую песню от каждой страны, которая выходила бы в финал. Всего из 82 участвующих песен в исполнении 45 артистов, наибольшее число заявок конкурировало в ЮАР (14), Камеруне (11) и Габоне (7). В Ботсване, Эфиопии и Гвинее было подано только по одной заявке, но их все равно должны были оценить публика и жюри, для того, чтобы они прошли в следующий этап. В ЦАР (2), Египте (3), Мозамбике (2), Танзании (3) и Чаде (2) были проведены отборы в формате — один артист — несколько песен. В дебютном году детальные результаты голосования в национальных отборах опубликованы не были, финалисты были объявлены 15 марта 2018 года, а голосование в финале продлилось до 29 марта.

### Финал
| Страна           | Исполнитель                                                               | Песня                     | Язык                          | Баллы публики | Баллы жюри | Средний балл | Место |
| ---------------- | ------------------------------------------------------------------------- | ------------------------- | ----------------------------- | ------------- | ---------- | ------------ | ----- |
| Свазиленд        | Symphony                                                                  | «Sengikhona»              | Свати, Английский             | 11            | 9          | 10           | 1     |
| Камерун          | Ингрид Уайт                                                               | «Stop»                    | Английский                    | 6             | 11         | 8.5          | 2     |
| Зимбабве         | Нина Уотсон                                                               | «Close To Me»             | Английский                    | 3             | 12         | 7.5          | 3     |
| Ботсвана         | Feine                                                                     | «Coloured Skin»           | Английский                    | 7             | 7          | 7            | 4     |
| Кот-д’Ивуар      | CCI Studio Orchestre Meets D S Cynthia, Fabému, Masta Ricky & Papson D.C. | «Juste en peu»            | Французский, Английский       | 12            | 1          | 6.5          | 5     |
| Габон            | SAN                                                                       | «Saint Graal»             | Французский                   | 9             | 3          | 6            | 6     |
| ЮАР              | Кайли Унсворт                                                             | «Secondhand Narcotics»    | Английский                    | 2             | 10         | 6            | 7     |
| ДР Конго         | Лито Нгонга                                                               | «Africa»                  | Английский                    | 10            | 1          | 5.5          | 8     |
| Чад              | Stev’N-T                                                                  | «Sincérité»               | Французский                   | 8             | 1          | 4.5          | 9     |
| Египет           | Надя Шанаб                                                                | «In a Fit of Remorse»     | Английский                    | 1             | 8          | 4.5          | 10    |
| Гана             | Эрастус                                                                   | «Together»                | Английский                    | 5             | 2          | 3.5          | 11    |
| ЦАР              | Hybrid                                                                    | «Wali Ti Mbi»             | Французский, Санго            | 1             | 6          | 3.5          | 12    |
| Мозамбик         | JayCudz                                                                   | «Mon Amour»               | Португальский, Французский    | 1             | 5          | 3            | 13    |
| Нигерия          | Earl J.                                                                   | «Jesu Me Yo We»           | Английский, Йоруба            | 4             | 1          | 2.5          | 14    |
| Гвинея           | Эксплосс                                                                  | «Courbée Courbée»         | Французский                   | 1             | 4          | 2.5          | 15    |
| Южный Судан      | Самсе Сэм                                                                 | «Party Time»              | Английский, Арабский, Лингала | 1             | 1          | 1            | 16    |
| Республика Конго | Эмма Ферон                                                                | «Peine et Tristesse»      | Французский                   | 1             | 1          | 1            | 17    |
| Эфиопия          | Памфалон                                                                  | «Almeshem»                | Амхарский                     | 1             | 1          | 1            | 18    |
| Танзания         | Zamangwa                                                                  | «Africa Let Us Celebrate» | Английский                    | 1             | 1          | 1            | 19    |

1. ↑  Содержит цитаты Малкольма Икс и Тупака Шакура, а также слово 'propaganda' на английском

### Жюри
Жюри финала, состоявшее из 18 членов, включало в себя экспертов в области конкурса «Евровидение», блогеров и членов фан-сообщества, панамериканских музыкальных экспертов и африканских экспертов в области музыки и продюсирования:
- Франция — Нисай Самре — Главный редактор веб-сайта Eurovision-FR.net
- ЮАР — Рой ван дер Мерве — Глава отбора ЮАР на «AfriMusic» 2018, главный редактор веб-сайта ESCCovers[46]
- Бразилия — Фабиана де Кассиа Сильва — Главный редактор веб-сайта ESCPedia
- Казахстан — Андрей Михеев — Главный редактор веб-сайта ESCKAZ
- Норвегия — Мортен Томассен — Президент ОГАЕ Норвегии
- Австрия — Андреас Блашке
- Польша — Себастьян Мних — Главный редактор веб-сайта Destination Eurovision
- Великобритания — Ян Фауэлл — Журналист веб-сайта ESCCovers
- Либерия — Мулуку Сулеймане Курума — Продюсер ANSO Music, Smart Event, Восточная и Западная Африка
- ЮАР — Виктор Нуньес — Автор песен, сооснователь «AfriMusic», Южная Африка
- Канада — Энтони Лопес Берардинелли (Тони КуКо) — продюсер Панамериканского конкурса песни
- Доминика — Мелинда 'Mel-c' Улиссес — Исполнительница с Карибских островов
- Гана — Афеафа Нфоджо — Программный директор GHOne TV[англ.]
- Гана — Джордж Бриттон — Продюсер по поиску талантов и шоу-бизнес критик, Западная Африка
- Гана — Кэролайн Сэмпсон[англ.] — Теле- и радио-ведущая, Западная Африка
- Гана — Сэмюэль Мозес Опоку-Агиманг — Продюсер «AfriMusic», специалист по маркетингу мероприятий и СМИ, Западная Африка
- Гана — Сэмми Би — Теле- и радио-ведущий, бывший участник шоу Big Brother Africa[англ.], Западная Африка
- Ангола — Хорхе Энрикес — Музыкальный продюсер, Южная Африка

### Победители
Были объявлены обладатели двух специальных премий:
- Prix de la Francophonie (Премия за лучший текст на французском языке): Stev’N-T (Чад) — «Sincérité»[47][48]
- Премия за лучший текст на английском языке: Symphony (Свазиленд) — «Sengikhona»[49][50]

Представительница Свазиленда Занеле 'Symphony' Келе с песней собственного авторства «Sengikhona» (исполняемой на Свати и английском языках, и переводимой как «Я — здесь») была объявлена победительницей конкурса 30 марта 2017 года, а его полные результаты были опубликованы на следующий день. Интересно, что «Sengikhona» была последней заявкой, поданной на конкурс перед крайним сроком 5 января 2018 года.
В качестве приза, Symphony была приглашена посетить Конкурс песни Евровидение-2018 in в Лиссабоне, Португалия. Официальные проводы исполнительницы состоялись под эгидой министра спорта, культуры и молодежи Свазиленда Дэвида Нгкамфалалы. За время недели Евровидения в Лиссабоне, Symphony выступила на официальных конкурсных локациях: Евроклубе и Евродеревне. В клубе Ministerium Symphony исполнила ряд своих песен, включая дуэт с четырёхкратной участницей Евровидения Валентиной Монеттой, а также встретилась и обменялась приветствиями с будущей победительницей Евровидения-2018 Нетой Барзилай. В день финала Евровидения, Symphony выступила на площади Праса-ду-Комерсиу перед 20-тысячной публикой на концерте, который транслировался в прямом телевизионном эфире национальным вещателем Rádio e Televisão de Portugal, включавшем в себя также официальную церемонию награждения победительницы конкурса песни «AfriMusic» 2018.